# アール・ズッペ
アール・ズッペ(Aalsuppe) は、うなぎ、野菜、ハーブやダンプリングなどその他の食材から作られた北ドイツ料理のうなぎのスープまたはシチューである。特に濃厚なハンブルグのアール・ズッペは、焼きたての果物が入っており、甘酸っぱい味わいが全国的に知られている。これは、メイン料理として賞味できる。

## 歴史
アール・ズッペは18世紀から、ハンブルクを中心とした北ドイツの代表的な料理である。最も古い文献による言及は、1756年のハンブルク聖霊病院の厨房規制の中にある。最も古いよく知られたのレシピは、1788年のハンブルク料理本にある。ヨハン・ゲオルグ・クリューニッツによる経済百科事典(1782年)では、うなぎのスープは、「この魚が豊富に捕れる所」では、「庶民向けの」料理であると説明されている。地方医官ラムバッハは、1801年に次のように書いている。「このスープは、ハンブルクの人々にとって最高に美味しい料理であるため、通常は付け合せの料理なしで単独で提供される。なかに入る食材の組み合わせは色々あるが、食べすぎたからと言って、健康を損ねるようなことはない。」ヨハン・フリードリヒ・シユッツェの「ホルシュタイン方言辞典」(1801年)には、「ホルスタインの町や田舎の食堂で行楽客にご馳走として提供されるおもてなし料理の中では、アール・ズッペは、メインの料理である」とある。

## ハンブルガー・アール・ズッペ
よく言われることであるが、ハンブルクのアール・ズッペには、伝統的に一切うなぎは入っていなかった、むしろ、台所の残り物が入っているだけだったという。台所に残っていたallens rinkümmt(„alles hineinkommt“)何でもかんでも放り込んだ(alles、アーレスが、Aal、アールに通じるので)ところから、このアール・ズッペの名前が由来したという。うなぎが入っているのは、他の地方からの観光客をガッカリさせないためのおもてなしの心である。ただし、これは民間の語源伝承であって、確固たる文献的な裏付けがあるわけではない。しかし、同じような調理の仕方をする酸辣湯(„saure Suppe“) といううなぎの入らないスープもある。

### 調理法
基本は、スモークハムの骨から作られた、またはレシピによっては硬化牛肉を使った強力な肉汁である。その中で、細かく刻んだスープ野菜と焼きたての果物（プラム、リンゴ、ナシ）を添えたエンドウ豆を別々の鍋で調理し、皮をむいたウナギを少量の酢を加えて一口大に切る。次に、両方の具材を合わせ、必要に応じてスープを少し加えて合わせる。最後に、スープには、うなぎハープと呼ばれるタイム、マジョラムパセリ、セージ、セイバリー、バジル、タラゴン、スベリヒユ、セロリの葉、チャービル、ミント、ディル、レモンバーム、ソレル、トリプマダムのミックスを加えて、かるく沸騰させる。スープはしばしば、餃子、クルーテン、肉団子と一緒に提供される。そして、ブイヨンとして使用する場合は、刻んだ牛肉を加える。少し燻製したウナギを加えることも一般的である。

## 文献
- Richard Hering (2009), F. Jürgen Herrmann (ed.), Herings Lexikon der Küche: International anerkanntes Nachschlagewerk für die moderne und klassische Küche (deläumsausgabe mit CD-ROM; Erstausgabe 1907) (24., erweiterte ed.), Haan-Gruiten: Pfanneberg, ISBN 978-3-8057-0587-5。
- Erhard Gorys (2001), Das neue Küchenlexikon (delage 1975) (7., völlig überarbeitete und ergänzte ed.), München: dtv, ISBN 3-423-36245-6。
- Tom Dieck (2013), Pottkieker. 50 klassische norddeutsche Gerichte mit Geschichte (ドイツ語), Hamburg: Koehler, pp. 44-45, ISBN 978-3-7822-1079-9。